# عملية تلسكوب
كانت عملية تلسكوب (Operation Telescope) الاسم الذي أُطلق على العملية الأنجلو-فرنسية التي جرت في الفترة من 5 إلى 6 نوفمبر 1956 أثناء العدوان الثلاثي والتي تكونت من عدة إبرارت جوية نفذها لواء المظلات البريطاني، بالاشتراك مع قوات المظليين الفرنسية، قبل 24 ساعة من بداية الإنزال البحري على بورسعيد أثناء عملية الفارس. هبطت القوات على الجميل وبورفؤاد للإستيلاء على المطار ومنع القوات المصرية من القيام بمهام الدفاع الجوي. طرح العملية نائب قائد قوة المهام البرية الجنرال أندريه بوفر تحت الاسم الأصلي أومليت (Operation Omelette) والتي شملت العديد من الإنزالات ولكنها لُغيت، خشية البريطانيين وقوع فشل آخر على غرار ما حدث في آرنم إضافة إلى نقص الطائرات القادرة على حشد المظليين.

## القوات المشاركة في المعركة
هذه قائمة بالوحدات المعروفة التي شاركت في المعركة:

### المملكة المتحدة
- الكتيبة الثالثة، فوج المظليين (3. PARA)
  - السرية (أ)
  - السرية (ب)
  - السرية (ج)
  - السرية (د)

- فصيلة مراقبة مدفعية متقدمة، البطارية 97 مدفعية (سرية لوسون) المدفعية الملكية، الفوج الميداني 33 (مظليين)، المدفعية الملكية
- 3 أفواج من سرية المظليين الميدانية المستقلة التاسعة، المهندسين الملكيين
- فصيلة من لواء المظليين المستقل السادس عشر، سرية الإشارة، فيلق الإشارة الملكي
- فصيلة من الكتيبة 23 مستشفى ميداني، الفيلق الطبي بالجيش الملكي
- فصيلة من كتيبة المظليين، السرية 63، فيلق الخدمات بالجيش الملكي
- فريق الاتصال الجوي الثالث عشر، سلاح الجو الملكي
- فصيلة من لواء مظليين، سلاح الجو الملكي

### فرنسا
- فوج مظلات مشاة البحرية الثاني (2. RPC)

### مصر
- ثلاث سرايا من الجيش
- الحرس الوطني ببورسعيد
- بدعم من ثلاث قانصات للدبابات طراز أس يو-100 وعدد 2 مدفع ثقيل مضاد للطائرات سريع الطلقات عيار 3.7 بوصة

## المعركة

### معركة مطار الجميل

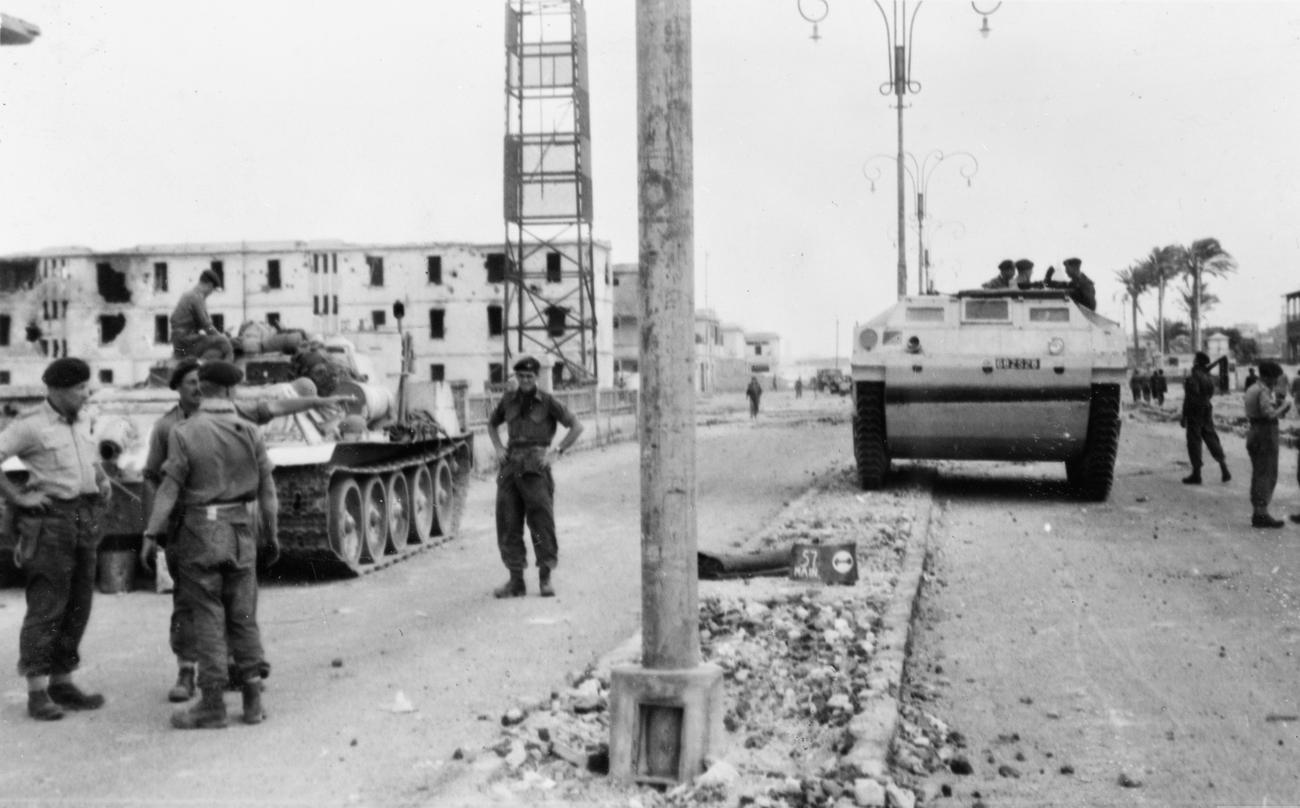
قوات من الكتيبة الثالثة فوج المظليين البريطاني (يساراً) بعدما استولت على قانصة دبابات S-100 في ثكنات خفر السواحل ببورسعيد خلال العملية

شن البريطانيون غارات جوية على المواقع الدفاعية المصرية حول ساحة القتال قبل عملية الإبرار، مما أدى إلى تحييد العديد منها بفاعلية. ومع ذلك، فعندما هبط أفراد الكتيبة الثالثة من فوج المظليين في الساعة 0515 بتوقيت غرينتش، تعرضوا لإطلاق النار ولم يتمكنوا من الرد إلا عندما استعادوا حاويات أسلحتهم. كانت النيران المصرية غير دقيقة وفي النهاية عانى البريطانيون من خسائر طفيفة جداً.
كان البريطانيون يفتقرون إلى معدات الدعم الثقيلة، لكن الأسلحة الصغيرة والأسلحة المضادة للدبابات الخفيفة وأسلحة الدعم التي بحوزتهم كانت أكثر من كافية للاستحواذ على المطار، كما أثبتت الأسلحة المضادة للدبابات فاعليتها بشكل خاص في ضرب أربعة حصون خرسانية. وعلاوة على هذه الملاجئ، انسحب المصريون إلى مناطق مواتية لتجنب إبادتهم على أيدي القوات البريطانية المتفوقة. أثبتت المدافع ذاتية الدفع لقانصات (مدمرات) الدبابات المصرية الثلاث طراز أس يو-100 الموجودة بالموقع، صعوبتها بشكل خاص بالنسبة لتعامل المظليين البريطانيين معها.
تحركت الكتيبة الثالثة من فوج المظليين إلى بورسعيد، بعد أن نجت من حادثة نيران صديقة مع طائرات فرنسية قصفتها. احتلت السرية (ب) منشآت الصرف الصحي التي وفرت غطاءاً للقناصة المصريين، لكنها لم ترغب في الاندفاع واقتحام ثكنات خفر السواحل المحصنة بشدة، فطلبت الدعم الجوي في شكل طائرات ويفرن التي أسقطت القنابل على الموقع وألحقت به خسائر فادحة مقابل خسارة طائرتين. لكن البريطانيون تراجعوا عن منطقة منشآت الصرف الصحي بعد نفاذ ذخيرتهم.

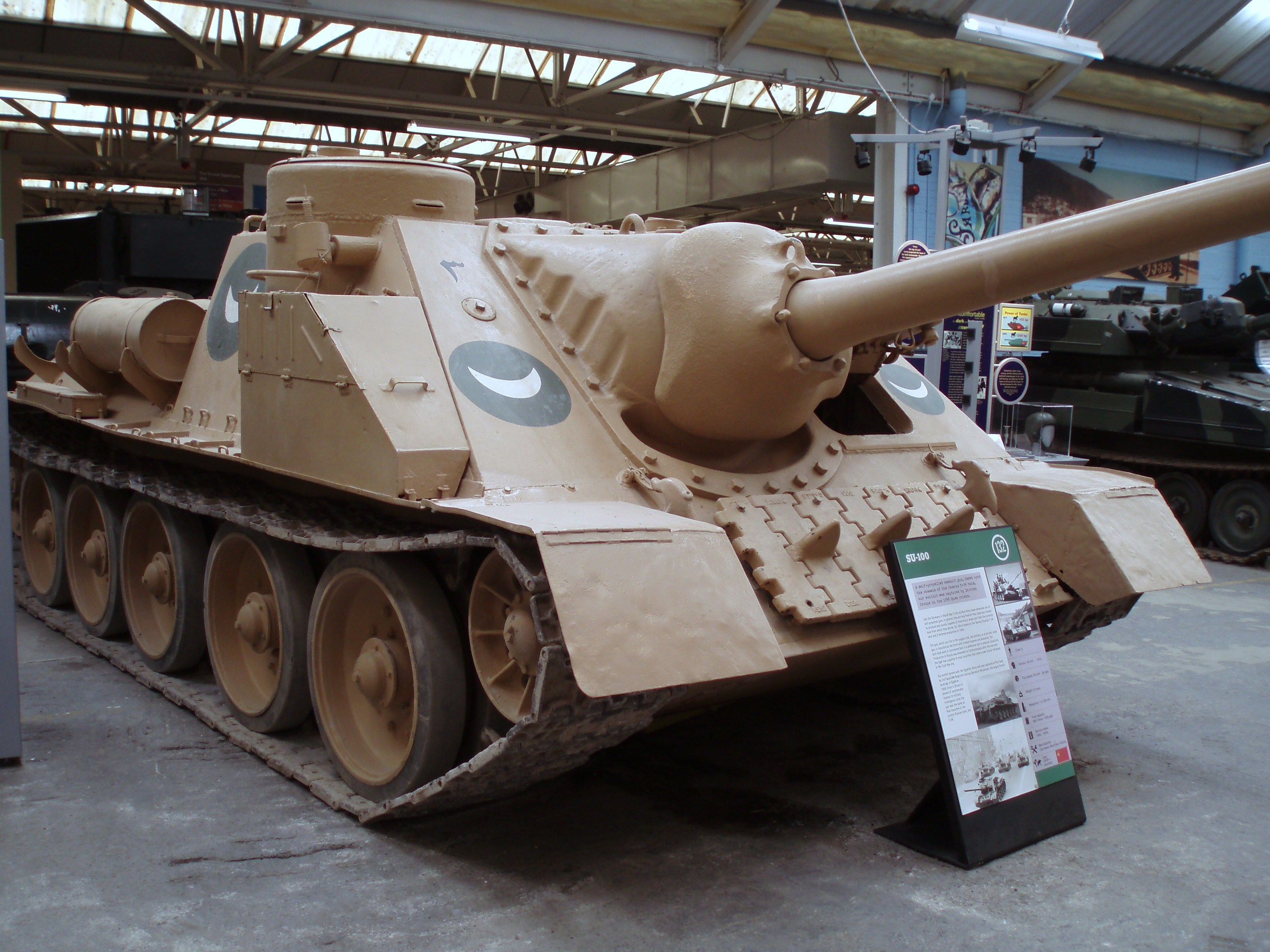
إحدى قانصات الدبابات المأسورة طراز أس يو-100 مازالت تحمل شعار علم الملكية المصري معروضة بمتحف الدبابات، معسكر بوفينجتون، إنجلترا

### معركة الرسوة
على الجانب الآخر، حقق فوج مظلات مشاة البحرية الثاني الفرنسي نجاحاً أكبر بكثير على بعد 16 كم إلى الجنوب الشرقي، حيث تمكن من الوصول إلى الجزء الغربي من جسور الرسوة (التي خرجت من الخدمة بسبب تدميرها) ومحطات مياه بورسعيد، مما أدى إلى قطع الإمدادات عن المدينة. وبقطعهم الإمدادات واحتلالهم الممرات الضيقة المحتملة بحلول منتصف الصباح، حقق الفرنسيون جميع أهدافهم في اليوم الأول للعملية.
عقب المفاوضات الفاشلة لعقد هدنة خلال الليل، أُرسلت السرية (ج) للاستيلاء على منطقة المقابر في الساعة 0510 بتوقيت غرينتش وانتهت من مهمتها دون مقاومة. تلا ذلك، هجومها على مبنى خفر السواحل الذي أُطلقت منه نيران قناصة شديدة. واستولت على المبنى بحلول الساعة 0800 دون وقوع خسائر، عندئذٍ تلقت أمراً بالاستيلاء على مستشفى لإكمال الاتصال مع الكتيبة 45 كوماندوز.
تعرضت دورية من أربعة رجال لكمين وأصيبوا بنيران مصرية في نهاية المعركة، حينها تمكن ضابط طبيب برتبة نقيب يدعى إليوت من إنقاذهم، تحت قصف نيراني شديد، على إثر ذلك تلقى وسام الصليب العسكري.

## تحليل العملية وتداعياتها
مهد نجاح العملية الطريق لإنزال كتيبتي 40 و42 كوماندوز في 6 نوفمبر.
كان الإبرار المظلي البريطاني في مطار الجميل ناجحاً، على الرغم من عجز البريطانيين في البداية من إطلاق نيران أسلحتهم الشخصية حتى استعادوها من حاوياتهم الشخصية الملحقة بهم. فشلت براميل النفط التي وضعتها القوات المصرية في المطار في منع الإبرار، بل وفرت في الواقع غطاءاً للمظليين البريطانيين.

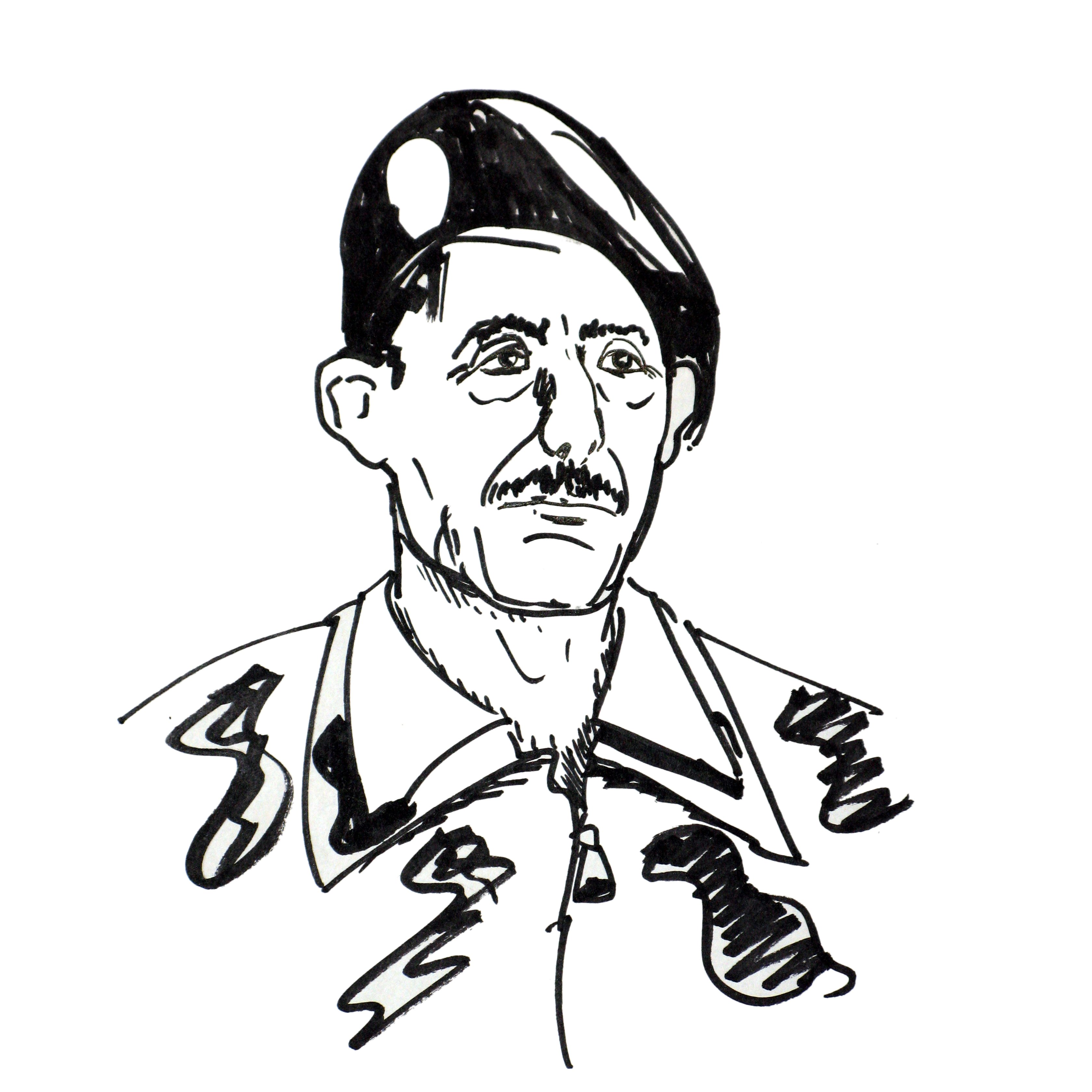
بورتريه لجاك ماسو قائد المظليين الفرنسيين في العملية

حقق الفرنسيون نجاحاً أكبر في إبرارهم، حيث تمكنوا من استخدام التضاريس المفيدة مع عدم خسارة أي فرد خلال الإبرار نفسه، بسبب الطيران المنخفض لطائرات النقل. كان الإنزال الفرنسي على ميناء بور فؤاد ناجحاً لدرجة أن استكمال الإنزال البرمائي على ميناء بور فؤاد كانت غير ضرورياً.
كان أحد الانتقادات[مِن قِبَل مَن؟]
```
التي وجهت للعملية هو أن الإنزال المظلي على مطار الجميل لم يستكمل بتعزيزات من الكتيبة 45 كوماندوز بواسطة المروحيات. ذلك لأن استخدام طائرات الهليكوبتر كان حديثاً في العمليات الحربية حينئذ ولم يرغب البريطانيون في المخاطرة بفشلهم في تحقيق أهدافهم وتعقيد العمليات اللاحقة.
```

يذهب المؤرخ العسكري الأمريكي، ديريك فاربل إلى القول في كتابه، أزمة السويس (The Suez Crisis)، أن مطار جميل لم يكن ذو أهمية كبيرة من حيث القوة الجوية حيث يجادل بأن «القوات الجوية المصرية انهارت قبل 5 نوفمبر، في حين أن حجم مطار جميل المحدود حال دون استخدامه من قبل معظم طائرات سلاح الجو الملكي البريطاني».
يُسجل المؤلف وفي وصفه للمعركة بالنسبة للكتيبة الثالثة من فوج المظليين، أنه على الرغم من أن المعركة نفسها كانت ناجحة تماماً، فقد كانت بمثابة تخبط سياسي.

## جرائم حرب
يورد فاربل أيضاً أنه أثناء القتال في منطقة القنال، مارس المظليون الفرنسيون في كثير من الأحيان سياسة «لا لأخذ أسرى» وأعدموا الأسرى المصريين.:55